# Adsbøl
Adsbøl (tyska: Atzbüll) är en tätort i Sønderborgs kommun i Region Syddanmark i Danmark. Tätorten har 315 invånare (2024). Den ligger på Jylland, cirka 11,5 kilometer nordväst om Sønderborg.